# Republička nogometna liga Bosne i Hercegovine 1953./54.
Republička liga Bosne i Hercegovine je bila liga trećeg stupnja nogometnog prvenstva Jugoslavije u sezoni 1953/54. 
 Sudjelovalo je 10 klubova, a prvak je bila "Zenica".  
 
Liga je nanovo formirana nakon dvogodišnje stanke

## Ljestvica
| mj. | klub                  | ut. | pob. | ner. | por. | gol+ | gol- | bod |
| --- | --------------------- | --- | ---- | ---- | ---- | ---- | ---- | --- |
| 1.  | Zenica                | 18  | 13   | 3    | 2    | 62   | 23   | 9   |
| 2.  | Bosna Sarajevo        | 18  | 12   | 1    | 5    | 60   | 30   | 25  |
| 3.  | Rudar Kakanj          | 18  | 10   | 3    | 5    | 58   | 36   | 23  |
| 4.  | Bratstvo Travnik      | 18  | 8    | 3    | 7    | 33   | 33   | 19  |
| 5.  | Tekstilac Derventa    | 18  | 6    | 5    | 7    | 39   | 36   | 17  |
| 6.  | Leotar Trebinje       | 18  | 8    | 1    | 9    | 29   | 40   | 17  |
| 7.  | Jedinstvo Brčko       | 18  | 5    | 4    | 9    | 29   | 36   | 14  |
| 8.  | Doboj                 | 18  | 6    | 2    | 10   | 33   | 42   | 14  |
| 9.  | Mladost Prijedor      | 18  | 5    | 4    | 9    | 31   | 40   | 14  |
| 10. | Sloboda Bosanski Novi | 18  | 4    | 0    | 14   | 18   | 76   | 8   |

## Rezultatska križaljka
| kratica | klub                  | BOS | BRA | DOB | JED | LEO | MLA | RUD | SLO | TEK | ZEN |
| --- | --------------------- | --- | --- | --- | --- | --- | --- | --- | --- | --- | --- |
| BOS | Bosna Sarajevo        |     |     |     |     |     |     |     |     |     |     |
| BRA | Bratstvo Travnik      |     |     |     |     |     |     |     |     |     |     |
| DOB | Doboj                 |     |     |     |     |     |     |     |     |     |     |
| JED | Jedinstvo Brčko       |     |     |     |     |     |     |     |     |     |     |
| LEO | Leotar Trebinje       |     |     |     |     |     |     |     |     |     |     |
| MLA | Mladost Prijedor      |     |     |     |     |     |     |     |     |     |     |
| RUD | Rudar Kakanj          |     |     |     |     |     |     |     |     |     |     |
| SLO | Sloboda Bosanski Novi |     |     |     |     |     |     |     |     |     |     |
| TEK | Tekstilac Derventa    |     |     |     |     |     |     |     |     |     |     |
| ZEN | Zenica                |     |     |     |     |     |     |     |     |     |     |
| |                       |     |     |     |     |     |     |     |     |     |     |
| podebljan rezultat - utakmice od 1. do 9. kola (1. utakmica između klubova) rezultat normalne debljine - utakmice od 10. do 18. kola (2. utakmica između klubova) rezultat nakošen - nije vidljiv redoslijed odigravanja međusobnih utakmica iz dostupnih izvora rezultat nakošen i smanjen * - iz dostupnih izvora nije uočljiv domaćin susreta prekrižen rezultat - poništena ili brisana utakmica p - utakmica prekinuta 3:0 p.f. / 0:3 p.f. - rezultat 3:0 bez borbe n.i. - nije igrano |                       |     |     |     |     |     |     |     |     |     |     |

 Izvori: 

## Unutrašnje poveznice
- Hrvatsko-slovenska liga 1953./54.